# Anime fiammeggianti
Anime fiammeggianti es una película de comedia italiana de 1994, escrita y dirigida por Davide Ferrario. Fue proyectada en el 51 Festival Internacional de Cine de Venecia, en la sección Panorama.

## Resumen
Rosario, un profesor de filosofía de mediana edad en crisis tras el fracaso de su matrimonio, comienza a disfrutar de la vida en soledad empujado por la aparición de la Virgen María, que a veces le llevan a cometer todo tipo de fechorías. Gracias a un cambio de personalidad, el protagonista podrá volver a conectar con su amada esposa.

## Reparto
- Giuseppe Cederna : Rosario
- Elena Sofia Ricci : Elena
- Alessandro Haber : Salvatore
- Monica Scattini : Virgen María
- Flavio Bonacci : Bussotti
- Doris von Thury : Amelia
- Raffaele Fallica : presidente
- Massimo Ghini : propietario del Mercedes
- Maria Amelia Monti : propietaria del Mercedes
- Roberto Citran :
- Elisabetta Cavallotti
- Dario Parisini : carabinero
- Mariella Valentini